# George Marino
George Marino (15. dubna 1947 – 4. června 2012) byl americký masteringový inženýr.

## Život a kariéra
Narodil se v newyorském Bronxu a ve středoškolské kapele hrál na saxofon a kontrabas. Rovněž se učil hře na kytaru. Na kytaru hrál v různých newyorských klubech jako člen kapel The Chancellors a The New Sounds Ltd. V roce 1967 začal pracovat pro Capitol Studios, zpočátku jako knihovník a asistent. Od roku 1971 působil v newyorském studiu Record Plant. V letech 1973 až 2012 pracoval ve studiu Sterling Sound. Za svou práci byl několikrát oceněn cenou Grammy. Během své kariéry se podílel na masterování nahrávek mnoha umělců, mezi něž patří například Bob Dylan, AC/DC, Iron Maiden a Led Zeppelin. Zemřel na karcinom plic.